# 馮美玉
馮美玉，字玉𤯾，號樂天，浙江長興縣人。清朝初年政治人物，為浙江首科解元。

## 生平
順治三年（1646年）浙江鄉試第一，順治四年（1647年）聯捷丁亥科進士，任山西蒲縣知縣，隨兵巡道收復郡縣。因受傷告歸。杜門著書，歷四十餘年。卒年七十八。

## 家族
祖父馮偉，明萬曆進士。